# Limonia juvenca
Limonia juvenca är en tvåvingeart som beskrevs av Alexander 1935. Limonia juvenca ingår i släktet Limonia och familjen småharkrankar. Inga underarter finns listade i Catalogue of Life.